# Sporades orientales
Ne doit pas être confondu avec Sporades (homonymie).
Le département des Sporades orientales est une ancienne division administrative du premier État grec ayant fonctionné au cours de la guerre d'indépendance, de 1828 à 1830 (date à laquelle les îles retrouvent de jure la souveraineté ottomane). Elle comprenait les îles de Samos (son siège), Ikaria, Patmos, Léros et Kalymnos.